# Dyrdal Peak
Dyrdal Peak är en bergstopp i Antarktis. Den ligger i Västantarktis. Argentina och Storbritannien gör anspråk på området. Toppen på Dyrdal Peak är 1 820 meter över havet.
Terrängen runt Dyrdal Peak är kuperad norrut, men söderut är den platt. Trakten är obefolkad. Det finns inga samhällen i närheten.